# Xavier Waterslaeghers
Xavier Michel Jean-Marie Waterslaeghers is een fictief personage uit de televisiereeks F.C. De Kampioenen. Xavier werd gespeeld door Johny Voners (1945–2020) en was een van de oorspronkelijke personages. Na het overlijden van Voners bleef het personage Xavier gehandhaafd in de stripreeks. In de televisieserie werd het overlijden van Xavier gekoppeld aan een humanitaire missie in Ethiopië, waar hij als beroepsmilitair zou zijn omgekomen.

## Personage
Xavier was beroepsmilitair. Tot reeks 2 (1991) was hij korporaal. Daarna werd hij via een examen (met de hulp van zijn vrienden, zonder dat hij het zelf wist) sergeant. In de kazerne liepen ook enkele vrienden van Xavier rond: Seppe Van De Kruisen (Daan Hugaert) en Senne Stevens (Ludo Hellinx). Op het einde van seizoen 17 vertrok hij voor drie maanden naar Afghanistan voor een humanitaire opdracht van het leger: operatie BETINA (Belgian Troups in Afghanistan). Xavier heeft ook een tijdje als bijverdienste gewerkt voor verzekeringsmaatschappij Plenum. In reeks 19 ging hij halftijds bij het leger werken en halftijds in het café van de Kampioenen. In reeks 21 (2011) ging hij met pensioen op aanvraag van prins Filip (Walter Baele) die hij voordien had mogen rondleiden in de kazerne, en werkte hij alleen nog in het café.
Hij was verslaafd aan pintjes, die hij "dagschotels" noemde. Hij dronk soms meerdere glazen bier ad fundum leeg. In de eerste seizoenen dronk hij steevast Roman, in latere seizoenen was hij overgeschakeld naar Jupiler.
Xavier was gehuwd met Carmen Vandormael die hij steevast "Sjoeke" noemde.
Hun huwelijksverjaardag staat ter discussie. In reeks 6 (1996) vierden ze hun 15e huwelijksverjaardag. In reeks 13 (2003) waren ze 25 jaar getrouwd, hoewel er maar zeven jaar tussen reeks 6 en reeks 13 zitten. In reeks 16 waren ze 'bijna' 30 jaar getrouwd.
Xavier stond symbool voor de sloef, de man die onder de plak zit, omdat Carmen hem alles kon bevelen. Hij hing daarom ook tot 's avonds laat in café De Kampioen om zo veel mogelijk dagschotels te drinken en om maar niet bij Carmen te hoeven zijn. Hij kwam dan ook vaak dronken thuis. In de periode dat Carmen een krantenwinkel en later een frituur openhield, werd Xavier vaak verplicht haar te helpen.
Hij had een afkeer van een van Carmens passies, seks, en hij was ook niet blij met Nero.
Xavier was echter ook een levensgenieter, vooral van de simpele kanten van het leven. Hij genoot van zijn pintjes, frietjes, voetbalmatchen kijken en met vrienden op café zitten. Hij haalde graag grappen uit met Pico en Pol, vooral op 1 april, en hield zijn job in het leger aan omdat hij daar toch nooit veel moest doen.
Van reeks 1 tot en met reeks 4 was zijn beste vriend Pico Coppens. Nadat die ervandoor ging met Ria De Stekker, werd dat Pol De Tremmerie.
In de ploeg had Xavier oorspronkelijk de positie van keeper. Na het vertrek van Oscar Crucke werd hij trainer, maar in reeks 9 werd hij weer opnieuw keeper. In reeks 16 speelde hij zijn 500e wedstrijd. Speciaal voor deze gelegenheid speelden de Kampioenen tegen een ploeg van vedetten. Xavier was een heel slechte keeper, en liet vaak meer dan 10 ballen per match binnen. Wanneer de trainer of de voorzitter hierover hun beklag deden tegen hem, had hij altijd een goedkoop excuus of een gepaste repliek klaar.
Xavier had als huisdier enkele vogels. Hij had in de reeksen 1 tot 4 vooral parkieten en een goudvink. In de volgende reeksen waren er enkel nog kanaries te zien. Hij won meerdere prijzen met deze dieren. Carmen was niet blij met deze hobby van Xavier en dreigde soms dat ze zijn vogels zal laten ontsnappen. In reeks 18 zoog ze (per ongeluk) een vogel op met de stofzuiger.
De lievelingsgerechten van Xavier waren balletjes met krieken, scampi in lookboter en stoemp met worst. Hij at ook heel graag frietjes van de frituur, vaak meerdere keren per week.

### Overlijden
Tussen F.C. De Kampioenen 4: Viva Boma! en de op 25 december 2020 uitgezonden kerstspecial sneuvelde Xavier tijdens een humanitaire missie in Ethiopië waarop hij ondanks zijn pensioen bij het leger was vertrokken. Als eerbetoon richtten de Kampioenen het 'Xavier Waterslaeghers Fonds' op, dat zich inzet voor jonge voetballers uit arme gebieden. Ook besloten Ronald Decocq en Niki De Tremmerie hun verwachte zoon naar hem te vernoemen: Xavier Junior. In de kerstspecial krijgt Xaviers weduwe Carmen van hen het meterschap cadeau.

## Uiterlijke kenmerken
- Grijs haar (in de eerste reeksen nog zwart) met krulletje op voorhoofd
- Buikje
- Af en toe militaire kledij
- Bij gelegenheid keepersuitrusting

## Familie
- In aflevering twee van reeks 7 vertelt Xavier aan Carmen: "Sjoeke, dat is nog een schilderij van mijn pa zaliger". Hieruit kunnen we dus opmaken dat zijn vader al gestorven is. In aflevering 'Boma's list' uit seizoen 6 zegt Pol tegen Xavier dat hij niet kan geloven dat Doortje en Boma bij elkaar passen, waarop Xavier antwoordt: "Dat zei mijn vader ook toen hij Carmen voor het eerst zag." Nochtans zegt Marc in aflevering 1 van seizoen 21 dat Xavier zijn vader nooit heeft gekend.
- Vanaf reeks 9 doet Bernard Theofiel Waterslaeghers zijn intrede. Hij is de neef van Xavier.
- In reeks 12 vertelt Carmen dat "als er iets met Billie zou overkomen, Xavier terug naar zijn moeder zou vliegen", wat insinueert dat zijn moeder op dat moment nog in leven was.
- In reeks 10 komt de vader van Bernard Theofiel op bezoek, Bernard Victor Waterslaeghers, de nonkel van Xavier. Deze laatste noemde hem dan ook "nonkel BV".
- Hij zou ook een nonkel hebben die in Ouagadougou woont, zoals hij zelf beweert in aflevering 1 van seizoen 5.

## Catchphrases
- "Pascalleke, een dagschotel, "
- "Een dagschotel, dingske" (tegen Kaat/Saartje)
- "Koko koko kolonel"
- "Sjoeke"

## Beroep
- Sergeant (tot seizoen 2 korporaal) Belgisch leger (seizoen 1 - seizoen 21)
- Trainer voetbalploeg (seizoen 5 - seizoen 9)
- Uitbater krantenwinkel (seizoen 6 - seizoen 12)
- Verzekeringsmakelaar (seizoen 11)
- Medewerker Café De Kampioen (seizoen 19 - 21)

## Trivia
- Het sterrenbeeld van Xavier was Kreeft. Hij is jarig op 28 juni.
- Xavier stierf op 74-jarige leeftijd.
- Xavier is, naast Pascale De Backer en Balthasar Boma, het enige personage dat in alle afleveringen en films van de serie te zien is. In de in 2020 uitgezonden kerstspecial duikt Xavier enkel op in archiefbeelden.
- In aflevering 1 van seizoen 21 blikt Xavier in een fotoboek terug op een wedstrijd uit 1995. Hij zegt dat hij toen heel goed gekeept had. Hij was in die periode echter niet de keeper maar de trainer van de ploeg.